# Сеоце (Куршумлија)
Сеоце је насеље у Србији у општини Куршумлија у Топличком округу. Према попису из 2022. било је 17 становника (према попису из 1991. било је 181 становника).

## Демографија
У насељу Сеоце живи 101 пунолетни становник, а просечна старост становништва износи 50,8 година (44,5 код мушкараца и 58,3 код жена). У насељу има 49 домаћинстава, а просечан број чланова по домаћинству је 2,35.
Ово насеље је великим делом насељено Србима (према попису из 2002. године), а у последња три пописа, примећен је пад у броју становника.
|  |

| Демографија | Демографија | Демографија |
| Година      | Становника  | Становника  |
| ----------- | ----------- | ----------- |
| 1948.       | 375         |             |
| 1953.       | 419         |             |
| 1961.       | 474         |             |
| 1971.       | 468         |             |
| 1981.       | 356         |             |
| 1991.       | 181         | 181         |
| 2002.       | 115         | 115         |

| Етнички састав према попису из 2002.‍ | Етнички састав према попису из 2002.‍ | Етнички састав према попису из 2002.‍ | Етнички састав према попису из 2002.‍ | Етнички састав према попису из 2002.‍ |
| ------------------------------------ | ------------------------------------ | ------------------------------------ | ------------------------------------ | ------------------------------------ |
|                                      |                                      |                                      |                                      |                                      |
| Срби                                 | Срби                                 |                                      | 112                                  | 97,39%                               |
| непознато                            | непознато                            |                                      | 3                                    | 2,60%                                |

| Година пописа     | 1948. | 1953. | 1961. | 1971. | 1981. | 1991. | 2002. |
| ----------------- | ----- | ----- | ----- | ----- | ----- | ----- | ----- |
| Број домаћинстава | 48    | 55    | 65    | 64    | 67    | 57    | 49    |

| Број чланова      | 1  | 2  | 3 | 4 | 5 | 6 | 7 | 8 | 9 | 10 и више | Просек |
| ----------------- | -- | -- | - | - | - | - | - | - | - | --------- | ------ |
| Број домаћинстава | 11 | 24 | 7 | 2 | 3 | 2 | 0 | 0 | 0 | 0         | 2,35   |

| Пол    | Укупно | Неожењен/Неудата | Ожењен/Удата | Удовац/Удовица | Разведен/Разведена | Непознато |
| ------ | ------ | ---------------- | ------------ | -------------- | ------------------ | --------- |
| Мушки  | 56     | 26               | 26           | 2              | 1                  | 1         |
| Женски | 51     | 4                | 25           | 21             | 0                  | 1         |
| УКУПНО | 107    | 30               | 51           | 23             | 1                  | 2         |

| Пол    | Укупно                    | Пољопривреда, лов и шумарство | Рибарство                            | Вађење руде и камена | Прерађивачка индустрија       |
| ------ | ------------------------- | ----------------------------- | ------------------------------------ | -------------------- | ----------------------------- |
| Мушки  | 38                        | 33                            | 0                                    | 0                    | 2                             |
| Женски | 14                        | 13                            | 0                                    | 0                    | 0                             |
| УКУПНО | 52                        | 46                            | 0                                    | 0                    | 2                             |
| Пол    | Производња и снабдевање   | Грађевинарство                | Трговина                             | Хотели и ресторани   | Саобраћај, складиштење и везе |
| Мушки  | 0                         | 0                             | 0                                    | 0                    | 1                             |
| Женски | 0                         | 0                             | 0                                    | 0                    | 0                             |
| УКУПНО | 0                         | 0                             | 0                                    | 0                    | 1                             |
| Пол    | Финансијско посредовање   | Некретнине                    | Државна управа и одбрана             | Образовање           | Здравствени и социјални рад   |
| Мушки  | 0                         | 0                             | 0                                    | 1                    | 0                             |
| Женски | 0                         | 0                             | 0                                    | 0                    | 0                             |
| УКУПНО | 0                         | 0                             | 0                                    | 1                    | 0                             |
| Пол    | Остале услужне активности | Приватна домаћинства          | Екстериторијалне организације и тела | Непознато            | Непознато                     |
| Мушки  | 1                         | 0                             | 0                                    | 0                    | 0                             |
| Женски | 0                         | 0                             | 0                                    | 1                    | 1                             |
| УКУПНО | 1                         | 0                             | 0                                    | 1                    | 1                             |